# Drachenbrücke (Đà Nẵng)
Die Drachenbrücke, vietnamesisch Cầu Rồng, überquert den Fluss Han im Zentrum von Đà Nẵng in Vietnam. Sie ist die sechste und neueste Brücke über den Han und bietet eine direkte Verbindung zwischen dem internationalen Flughafen Da Nang und den Hotels am My-Khe-Strand.
Die Drachenbrücke hat ihren Namen von den drei gelben Bögen in ihrer Mittelachse, die auf der einen Seite durch einen Drachenkopf und auf der anderen Seite durch seinen Schwanz fortgesetzt werden. Der Drachenkopf speit üblicherweise an den Wochenendabenden (Freitag, Samstag und Sonntag) um 21:00 drei Minuten lang Feuer, gefolgt von mehreren Schwällen Sprühregen. Dafür wird die Brücke für den Kfz-Verkehr einige Minuten gesperrt.
Die 666,57 m lange Brücke hat drei Fahrbahnen in jeder Fahrtrichtung und 2,5 m breite Gehwege, deren Geländer und Außenkanten sich im Anklang an das Motto der Brücke in Schlangenlinien von einem Ufer zum anderen erstrecken. Auf dem 6 m breiten Mittelstreifen befinden sich die gelben Bögen, an denen der Fahrbahnträger mit je 2 × 3 Hängern aufgehängt ist bzw. von denen er gestützt wird. Die Bögen bestehen aus 5 Rohren, die von großen Klammern zusammengehalten werden. Die spitzen Bleche an ihrer Oberseite sehen von Weitem wie die Schuppen eines Drachens aus. Die Stützweiten der Bögen betragen 128 + 200 + 128 m. Der Drachenkopf ragt 72 m weit über die Fahrbahn, der Drachenschwanz 64 m. Der Fahrbahnträger besteht aus zwei Hohlkästen und einer weit auskragenden Betonplatte. Die Durchfahrtshöhe unter dem mittleren Bogen beträgt 7 m.
Die Brücke wird durch 2500 LED-Lampen in verschiedenen Farben erleuchtet.
Der Entwurf der Brücke stammt von Louis Berger Group und Ammann & Whitney, die mittlerweile in der WSP Group aufgegangen sind. 2008 wurde der Entwurf genehmigt und am 19. Juli fand der erste Spatenstich statt. Die Drachenbrücke wurde am 29. März 2013, dem 38. Jahrestag der Eroberung der Stadt Đà Nẵng durch nordvietnamesische Truppen im Zuge des Vietnamkriegs, offiziell für den Verkehr freigegeben. Am selben Tag wurde auch die 1,2 km weiter südlich stehende Trần-Thị-Lý-Brücke eingeweiht.